# Блоде
Блоде (фр. Blaudeix) насеље је и општина у централној Француској у региону Лимузен, у департману Крез која припада префектури Гере.
По подацима из 2011. године у општини је живело 111 становника, а густина насељености је износила 16,09 становника/km². Општина се простире на површини од 6,9 km². Налази се на средњој надморској висини од 450 метара (максималној 479 m, а минималној 359 m).

## Демографија
| 1962. | 1968. | 1975. | 1982. | 1990. | 1999. | 2011. |
| ----- | ----- | ----- | ----- | ----- | ----- | ----- |
| 131   | 145   | 103   | 105   | 104   | 97    | 111   |

График промене броја становника у току последњих година